# Nord 260
El Nord N 260, también conocido como Max Holste MH.260 Super Broussard durante su etapa de desarrollo, fue un avión comercial propulsado por dos motores turbohélice para viajes regionales y trayectos de corta duración, desarrollado a partir del Max Holste MH.250 Super Broussard, y que posteriormente sirvió de base para el desarrollo del Nord 262.

## Componentes
Francia

### Propulsión
| Sistema | País               | Fabricante | Notas      |
| ------- | ------------------ | ---------- | ---------- |
| Motor   | Bandera de Francia | Turbomeca  | 2 × Bastan |

## Variantes
MH.260 Super Broussard
El primer prototipo c/n 001, fabricado para Max-Holste en las instalaciones de Nord Aviation.
Nord MH.260
Diez aeronaves encargadas por el Gobierno francés, de las cuales se fabricaron finalmente ocho unidades. Fueron empleados como avión de enlace en el Ejército del Aire Francés.
Nord MH.260A
Variante equipada con motores Turbomeca Astazou.

## Usuarios
Francia
Ejército del Aire Francés
 Noruega
Widerøe - 3 aeronaves alquiladas hasta la entrega de los Nord 262.

## Especificaciones (Nord 260)

### Características generales
- Tripulación: 2
- Capacidad: 23
- Longitud: 17,6 m (57,7 ft)
- Envergadura: 21,9 m (71,9 ft)
- Altura: 6,6 m (21,6 ft)
- Peso vacío: 5600 kg (12 342,4 lb)
- Peso máximo al despegue: 9400 kg (20 717,6 lb)
- Planta motriz: 2× Turbohélice Turbomeca Bastan VI.
  - Potencia: 735 kW (1013 HP; 999 CV) cada uno.
- Hélices: 3× Ratier-Figeac por motor.

### Rendimiento
- Velocidad crucero (Vc): 380 km/h (236 MPH; 205 kt)
- Velocidad de entrada en pérdida (Vs): 90 km/h (56 MPH; 49 kt)
- Alcance: 1497 km (808 nmi; 930 mi)
- Régimen de ascenso: 8,5 m/s (1673 ft/min)

### Desarrollos relacionados
- Nord 262